# Coogee, New South Wales
Coogee este o suburbie în Sydney, Australia.